# رابرت لودلوم
رابرت لودلوم (به انگلیسی:Robert Ludlum؛ ۲۵ مه ۱۹۲۷ – ۱۲ مارس ۲۰۰۱) یک نویسنده اهل ایالات متحده آمریکا است. او ۲۷ رمان مهیج نوشته و به عنوان خالق جیسون بورن در مجموعه سه‌گانه بورن شهرت دارد. تعداد کتاب‌های فروش رفته او بین ۲۹۰ میلیون و ۵۰۰ میلیون برآورد شده‌است. این کتاب‌ها به ۳۳ زبان و در ۴۰ کشور جهان منتشر شده‌اند.
لودلوم همچنین کتاب‌هایی را تحت نام مستعار جاناتان رایدر (به انگلیسی: Jonathan Ryder) و مایکل شفرد (به انگلیسی: Michael Shepherd) نیز منتشر کرده‌است.
بر اساس سه کتابی که لودلوم در ارتباط با شخصیت جیسن بورن نوشت فیلم‌های «هویت بورن»، «برتری بورن» و «اولتیماتوم بورن» ساخته شدند. پس از مرگ لودلوم کمپانی یونیورسال با وارثان او به توافق رسید تا نویسندگانی را برای نگارش قصه‌هایی تازه‌ای در ارتباط با این شخصیت استخدام کند و این مجموعه فیلم‌ها ادامه پیدا کند.